# Nancy-Affäre

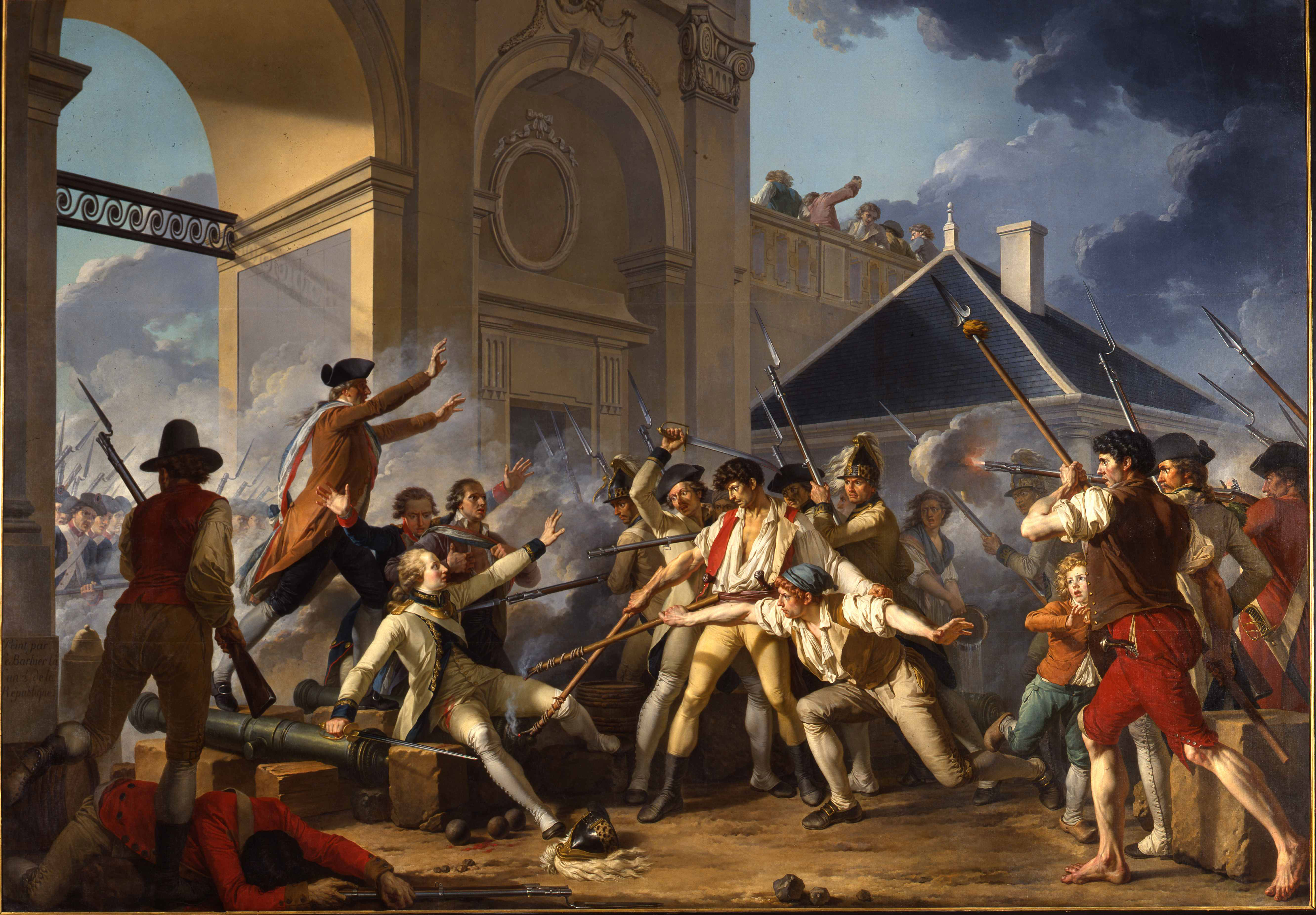
Der heroische Mut des jungen Désilles am 31. August 1790. Gemälde von Jean-Jacques Le Barbier 1794. Zu sehen sind in der Mehrheit Angehörige des Regiments du Roi. Rechts im roten Waffenrock ein Schweizer des Régiment de Châteauvieux – außerhalb des Tores das Régiment Royal-Liégeois, (Musée de la Révolution française).

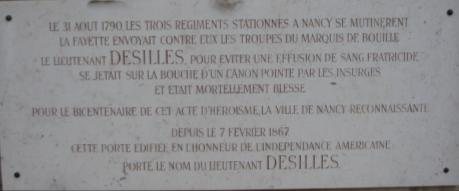
Gedenktafel auf der porte Désilles in Nancy

Die Nancy-Affäre (französisch Affaire de Nancy) war eine Meuterei der in Nancy liegenden Garnison. Sie steht exemplarisch für den Konflikt zwischen revolutionären Soldaten und konterrevolutionären Offizieren während der Zeit der Französischen Revolution. Sie dauerte vom 5. bis zum 31. August 1790.

## Hintergrund
Seit 1789 hatte es bereits mehrere Insubordinationen in der französischen Armee gegeben. Die Gründe waren vielfältig, sei es, dass Beförderungen und Soldzahlungen nicht erfolgten, oder sich Royalisten oder Jakobiner unter den Soldaten gegen ihre Offiziere stellten. Am 5. August 1790 begann in Nancy eine regelrechte Meuterei. Die Infanterieregimenter du Roi und de Châteauvieux sowie das Kavallerieregiment Mestre de Camp Général verlangten ihre ausstehenden Soldzahlungen und setzten ihre Offiziere unter Arrest, darunter den General Alexandre Ferdinand Thomas Guyot de Malseigne, der von Lafayette aus Besançon geschickt worden war, um die Lage zu bereinigen. Dabei spielte das Schweizer Regiment de Châteauvieux die tragende Rolle. De Malseigne konnte kurz darauf entkommen und flüchtete nach Lunéville.
Am 16. August 1790 veranlasste La Tour du Pin ein Dekret der Nationalversammlung: „...zur Regelung der Maßnahmen zur Bestrafung der Urheber und Anstifter der Ausschreitungen von den in Nancy stationierten Regimentern“. Am 18. August erließ La Fayette den Befehl zur Niederschlagung der Revolte und zur Statuierung eines Exempels.
Mit der Niederschlagung der Meuterei wurde François-Claude-Amour de Bouillé, Gouverneur der Trois-Évêchés, beauftragt. Dafür standen ihm die folgenden Truppenteile zur Verfügung:
- 200 Grenadiere und Jäger des Infanterieregiments d’Auxerrois

- 200 Grenadiere und Jäger des Infanterieregiments d’Auvergne

- 2 Bataillone (800 Mann) des Infanterieregiments de Castella(s)

- 1 Bataillon (470 Mann) des Infanterieregiments de Vigier

- 1 Bataillon (350 Mann) des Infanterieregiments Royal-Liégeois

- 500 Mann der Garde Nationale aus Metz

- 300 Mann der Garde Nationale aus Pont-à-Mousson

Insgesamt 3020 Mann Infanterie und 8 Geschütze
- 3 Escadrons (340 Reiter) des Régiment Royal Normandie dragons

- 2 Escadrons (240 Reiter) des Régiment Royal Allemand cavalerie

- 2 Escadrons (200 Reiter) des Régiment de Lauzun Hussards

- 1 Détachement (200 Reiter) des Régiment de Royal Dragons

- 1 Détachement (200 Reiter) des Régiment de Monsieur Dragons
- 1 Détachement (200 Reiter) des Régiment de Condé Dragons

- 1 Détachement (100 Reiter) des Régiment des chasseurs d'Hainaut

Insgesamt 1480 Reiter.
Die Kämpfe forderten an die 300 Tote und Verwundete.

## Der Tod von Désilles
An der Porte Stainville (seit 1867 Porte Désilles) trafen am 31. August 1790 die Truppen Bouillés und die Meuterer aufeinander. Lieutenant en second André-Joseph Désilles (1767–1790), aus dem meuternden Régiment du Roi, versuchte das Abfeuern einer Kanone zu verhindern und soll dabei gerufen haben: 

„Ce sont des Français, vos amis et vos frères […] Le boulet ne parviendra que teint de mon sang.“

„Das sind Franzosen, eure Freunde und Brüder […] Die Kugel wird nur mit meinem Blut befleckt ihr Ziel erreichen.“

 Bei dieser Aktion wurde Désilles durch Musketenschüsse schwer verwundet, worauf er sechs Wochen später, am 17. Oktober 1790, starb.

## Bestrafungen
Gemäß den Vereinbarungen zwischen der Armee des Königs und den Schweizer Regimentern wurde aus den Offizieren der Regimenter Castella und de Vigier ein Kriegsgericht gebildet, dessen Vorsitz der Colonel-lieutenant François Joseph de Girardier innehatte. Insgesamt waren 138 Soldaten des Regiments de Chateauvieux der Rebellion angeklagt. In einem ersten Verfahren wurden alle zum Tode verurteilt. In einer erneuten Verhandlung wurden die Urteile jedoch am 4. September aufgehoben und wie folgt umgewandelt:
- 74 Soldaten wurden zu Gefängnisstrafen verurteilt
- 41 Soldaten wurden für 30 Jahre auf die Galeeren geschickt
- 22 Soldaten wurden gehängt
- der Soldat André Soret aus Genf wurde als einer der fünf Haupträdelsführer gerädert.[9]

Die Bestrafungen waren sehr ungleichmäßig auf die drei beteiligten Regimenter verteilt: Sämtliche Hinrichtungen und Galeerenhaften wurden ausschließlich auf Mitglieder des Schweizer Regimentes (Régiment de Châteauvieux) angewendet, während die beiden französischen Regimenter lediglich aufgelöst wurden.

## Auswirkungen
Die Ereignisse lösten in Paris ein starkes Echo aus. Jean Paul Marat veröffentlichte ein Pamphlet L’affreux réveil („Das schreckliche Erwachen“) – mit den Jakobinern ergriff er Partei für die Meuterer. Während die Nationalversammlung noch am 3. September de Bouillé schriftlich gratulierte, verlangten aufgebrachte Pariser die Absetzung der Verantwortlichen.
Am 20. September 1790 wurde am Altar des Vaterlands auf dem Champ de Mars zu Ehren der Bürger, die als Angehörige der Nationalgarde in Nancy ums Leben gekommen waren, eine Ehrenveranstaltung abgehalten. In ganz Frankreich fanden weitere Zeremonien zu Ehren der Truppen von Bouillé statt. In Paris wurden zwei Theaterstücke aufgeführt: am 15. Oktober 1790 Le nouveau d’Assas  von Jean-Élie Bédéno Dejaure und Henri Montan Berton sowie am 3. Dezember 1790 Le tombeau de Desilles von Desfontaines-Lavallée.
Das Schicksal des jungen Offiziers und die harten Strafen für die Meuterer bewegten ganz Frankreich und nährten die Angst vor einer militärischen Konterrevolution. In der Folgezeit wurde, auch von gemäßigter Seite, vom „massacre de Nancy“ gesprochen und die Hauptschuld für die Todesopfer dem überharten Vorgehen de Bouillés zugesprochen. Später wurden die zu Galeerenstrafen verurteilten Soldaten amnestiert und Jean Lambert Tallien organisierte zu deren Ehren am 15. April 1792 in Paris das Fest der Freiheit.